# Jan Wellens de Cock
Jan Wellens de Cock (Leiden (?), c. 1480 – Antuérpia (?), 1527) foi um pintor e desenhista flamengo, do período do Renascimento. Seu provável local de nascimento deu-se na Holanda, em Leiden, embora sua atividade tenha se passado na Antuérpia, atual território belga.

## Biografia
Pouco se sabe de sua vida e carreira. Em 1506 Jan é mencionado nos arquivos da Guilda de São Lucas na Antuérpia, por haver aceito como aprendiz um certo Loduwyck. Não é certo, entretanto, afirmar-se que Jan fosse um mestre. O pintor costuma ser identificado com um certo Jan Van Leyen (Jan de Leiden) que foi aceito como mestre em 1503-1504.
Em 6 de agosto de 1502 casou-se com Clara, filha de Peter van Beeringen.
O pintor é provavelmente identificado como Jan de Cock, que trabalhou como servidor da Guilda de Onze-Lieve-Vrouw Lof para quem excutou algumas comissões durante alguns anos. Em 1507 Cock foi pago pela pintura de anjos e restauração do Espírito Santo no altar desta guilda na Catedral de Antuérpia. Este trabalho certamente foi destruído na Beeldenstorm de 1566. Em 1511 a Guilda pagou a Cock pelo corte de uma matriz de madeira para uma gravura usada em sua procissão. Esta é a única indicação de que Cock, a quem muitas impressões são atribuídas, trabalhou de fato como gravador de placas de madeira.
Em 1520 foi feito deão da Guilda de S. Lucas, junto a Joos van Cleve. Seu trabalho, contudo, permanece alvo de controvérsias, e nenhum deles pode ser-lhe atribuído com certeza.
Dois de seus filhos foram artistas cujos trabalhos alcançaram mérito próprio: Matthys Cock (1505–1548) que tornou-se famoso pintor de paisagens, e seu irmão Hieronymus Cock (1510–1570) originariamente treinado como pintor e paisagista, mas que veio a se tornar editor e gravurista.
Como as pintura de paisagens desempenhou importante papel no trabalho de ambos os filhos, tem sido sugerido que o trabalho de Cock tenha se concentrado também neste gênero. As obras que lhe são atribuídas geralmente pertencem à chamada escola do Maneirismo da Antuérpia e/ou demonstram influência do trabalho de Hieronymus Bosch.

## Galeria

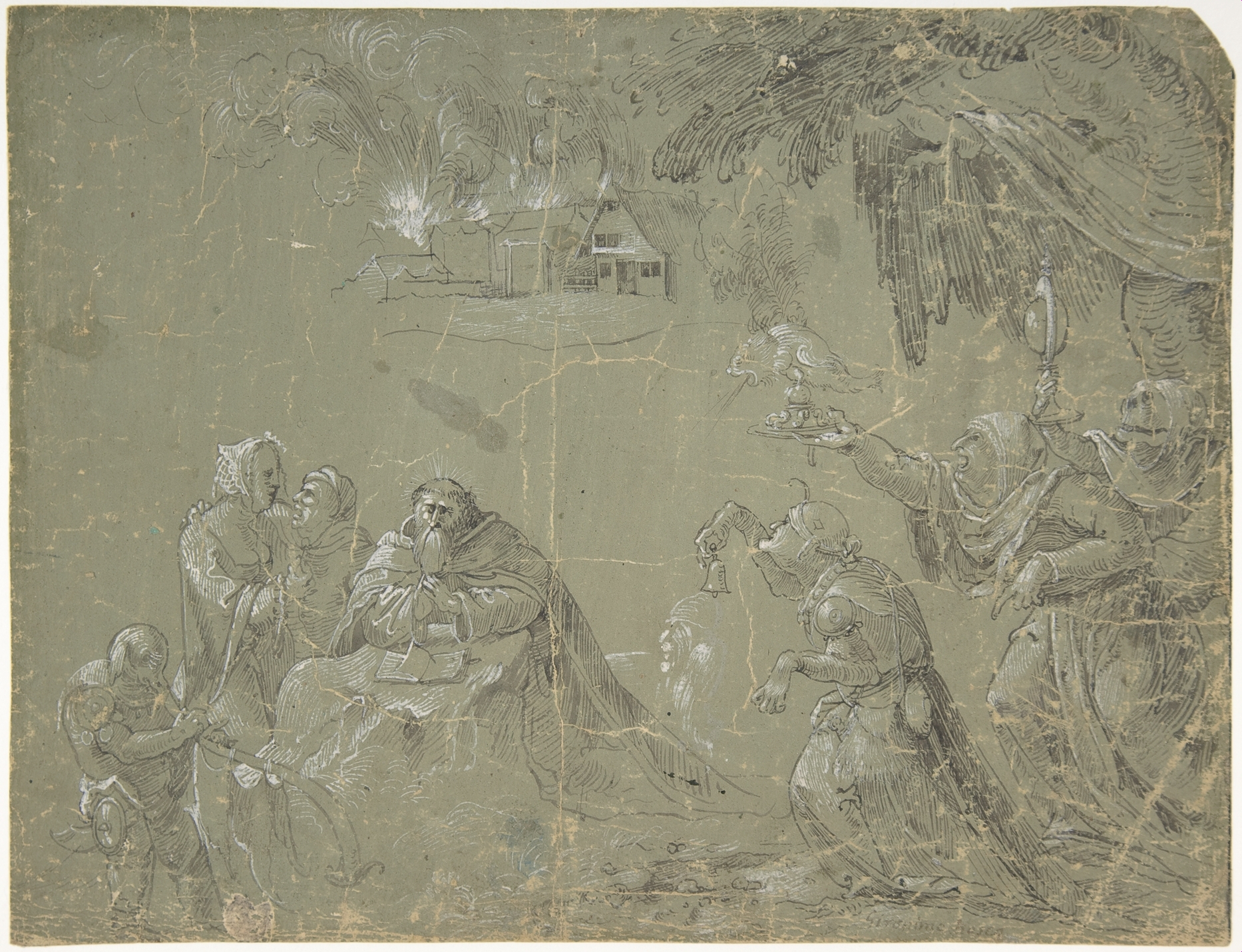
Desenho de "Tentação de Santo Antônio" (Metropolitan Museum of Art).
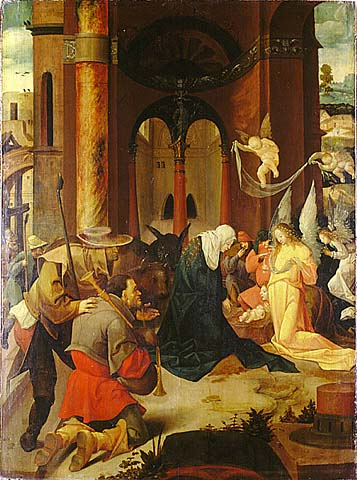
A Natividade.